# Глонасс-К2
«Глонасс-К2» — серия космических аппаратов российской глобальной навигационной системы ГЛОНАСС, разработанная ОАО Информационные спутниковые системы имени академика М. Ф. Решетнёва. Является доработанным вариантом спутников 3-го поколения этой серии — «Глонасс-К» (1-е поколение — «Глонасс», 2-е поколение — «Глонасс-М»). Основным отличием от спутников «Глонасс-К» является возможность передачи сигнала с кодовым разделением на частотах L1 и L2 («Глонасс-К» и модифицированные «Глонасс-М» могут использовать только L3-диапазон). В ранних презентациях Роскосмоса фигурировал под названием «Глонасс-К модернизированный».
В 2023 году на орбиту выведен первый спутник серии.

## История
Федеральной целевой программой «Глобальная навигационная система» на 2002—2011, принятой в 2001 году, предусмотрено развитие третьего поколения проекта навигационных спутников «Глонасс-К», являющегося частью общей программы модернизации Глонасс в период с 2005 до 2011 года. Новый спутник второго поколения представлен в 2003 году. Роскосмос заказал 27 спутников «Глонасс-К» Информационным спутниковым системам, которое разрабатывало все предыдущие спутники Глонасса.
Запуск первого спутника был запланирован на конец 2017 — начало 2018 года, однако, в связи с санкциями, наложенными западными странами, возникли проблемы с поставками радиационно-стойкой электроники, из-за чего сроки реализации спутников Глонасс-К2 сместились из-за необходимости постройки дополнительных экземпляров Глонасс-К взамен выводимых из эксплуатации Глонасс-М. В дальнейшем старт планировался на конец 2019 — начало 2020 года, после чего был перенесён на 2021-й, затем на 2022-й, а после — на 2023-й год.
7 июня 2023 года был выведен на орбиту первый аппарат «Глонасс-К2».

## Тактико-технические данные
Глонасс-К2 отличается от предшественников большей точностью определения пользователями своих координат, достигнутой благодаря новейшим хронометрам и новым типом сигналов с кодовым разделением (CDMA), которые будут передаваться на трёх частотах L-диапазона (L1, L2 и L3). Также планируется поддержка Коспас-Сарсат.
28 июня 2018 года на конференции «Роскосмоса» генеральный конструктор системы ГЛОНАСС Сергей Карутин рассказал, что разработка спутника «Глонасс-К2» завершена.

### Сигналы с открытым доступом (для сигналовFDMAприведено значение центральной частоты)
- L1OF (1602 МГц)
- L2OF (1246 МГц)
- L1OC (1600 МГц)
- L2OC (1248 МГц)
- L3OC (1202 МГц)

### Сигналы с санкционированным доступом
- L1SF (1592 МГц)
- L2SF (1237 МГц)
- L1SC (1600 МГц)
- L2SC (1248 МГц)